# Pop Levi
Pop Levi (född Jonathan Pop Levi i London) också känd som Moçambique Courier, är en engelsk musiker och filmskapare. Pop Levis karriär började i Liverpool. Han ligger bakom hiten "Dita Dimone" som har använts i Sony Ericssons reklam för modellen W980.